# Volcán del Éufrates

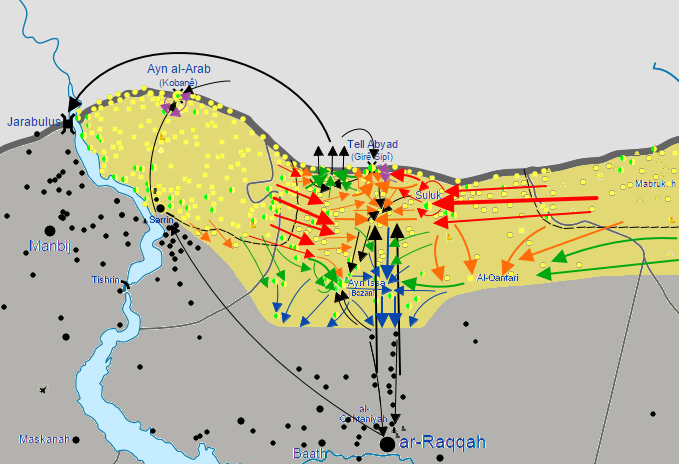
Ofensiva de Tal Abyad, la operación más exitosa del grupo militar.

El Volcán del Éufrates fue una fuerza militar insurgente conjunta entre el Ejército Libre Sirio y las Unidades de Protección Popular del Kurdistán sirio que se estableció durante la Guerra Civil Siria el 10 de septiembre de 2014. El grupo rebelde buscaba expulsar al grupo terrorista Estado Islámico de la gobernación de Al Raqa y de Alepo. La mayor victoria de esta fuerza militar fue la ofensiva de Tal Abyad, una gran ciudad del norte de Siria que consiguió ser liberada del Estado Islámico.
Las Unidades de Protección Popular comenzaron a reclutar a miembros del Ejército Libre Sirio en el año 2014. Aunque los grupos rebeldes Guardianes de Raqa y La Brigada Yihad en el Camino de Dios fueron mencionados como parte de esta fuerza militar, lanzaron sendas declaraciones que mencionaban que no estaban afiliados a la misma. La Brigada Yihad en el Camino de Dios más tarde se unió a esta fuerza operativa o fuerza de tarea conjunta.
El grupo se disolvió a finales del 2015 cuando la mayoría de los grupos paramilitares se unieron a las recién creadas Fuerzas Democráticas Sirias.

## Composición

### Ejército Libre Sirio

#### Frente Occidental
Grupos operando militarmente al oeste de Tal Abiad:
- Liwa Thuwar al-Raqqa
- Brigada de Yarabulus (status no claro)
- Ejército Al-Qassas
- Brigada Yihad en el Camino de Dios
- Ejército Revolucinario de Siria Jaysh Al-Thuwar.
- Yabhat al-Akrad
- Brigadas del Amanecer de la Libertad
- Batallón Sol del Norte

#### Frente Oriental
Grupos rebeldes operando militarmente al este de Tal Abiad:
- Brigada Al-Thair
- Liwa Thuwar al-Raqqa

### Unidades de Protección Popular
- Unidades de Protección Popular
- Unidades Femeninas de Protección